# Tillandsia rudolfii
Tillandsia rudolfii là một loài thực vật có hoa trong họ Bromeliaceae. Loài này được E.Gross mô tả khoa học đầu tiên năm 2003.

## Hình ảnh

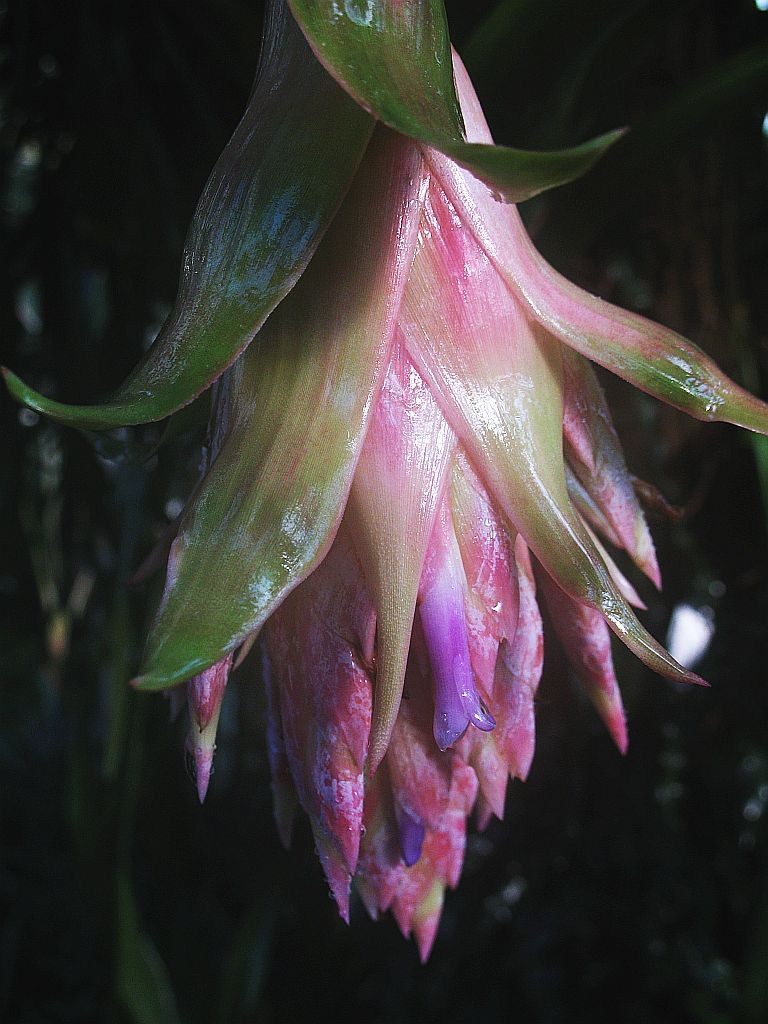
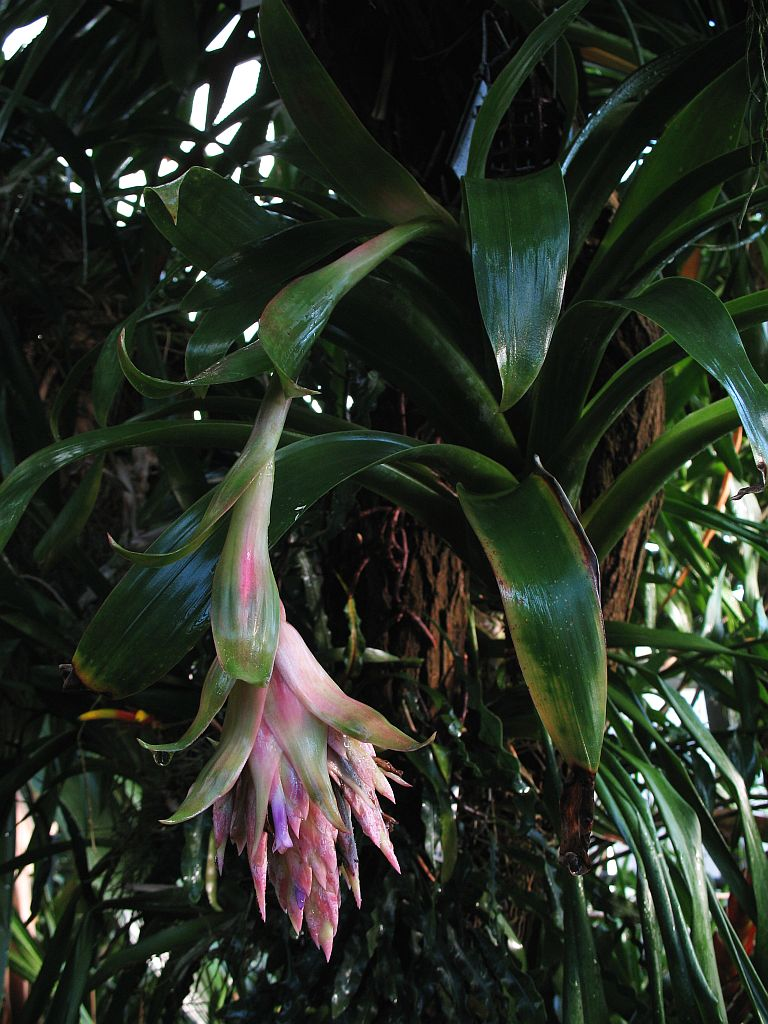